# Han Kum-ok
Han Kum-ok (22 de septiembre de 1987) es una luchadora norcoreana de lucha libre. Participó en los Juegos Olímpicos de Londres 2012 en la categoría de 55 kg, consiguiendo un décimo puesto. Compitió en tres campeonatos mundiales, ganadora de una medalla de plata en 2011. Ganó seis medallas en Campeonato Asiático, de plata en 2009 y 2015.  .